# Quad (véhicule)
Pour les articles homonymes, voir Quad et ATV.
 (mars 2019).
Si vous disposez d'ouvrages ou d'articles de référence ou si vous connaissez des sites web de qualité traitant du thème abordé ici, merci de compléter l'article en donnant les références utiles à sa vérifiabilité et en les liant à la section « Notes et références ».

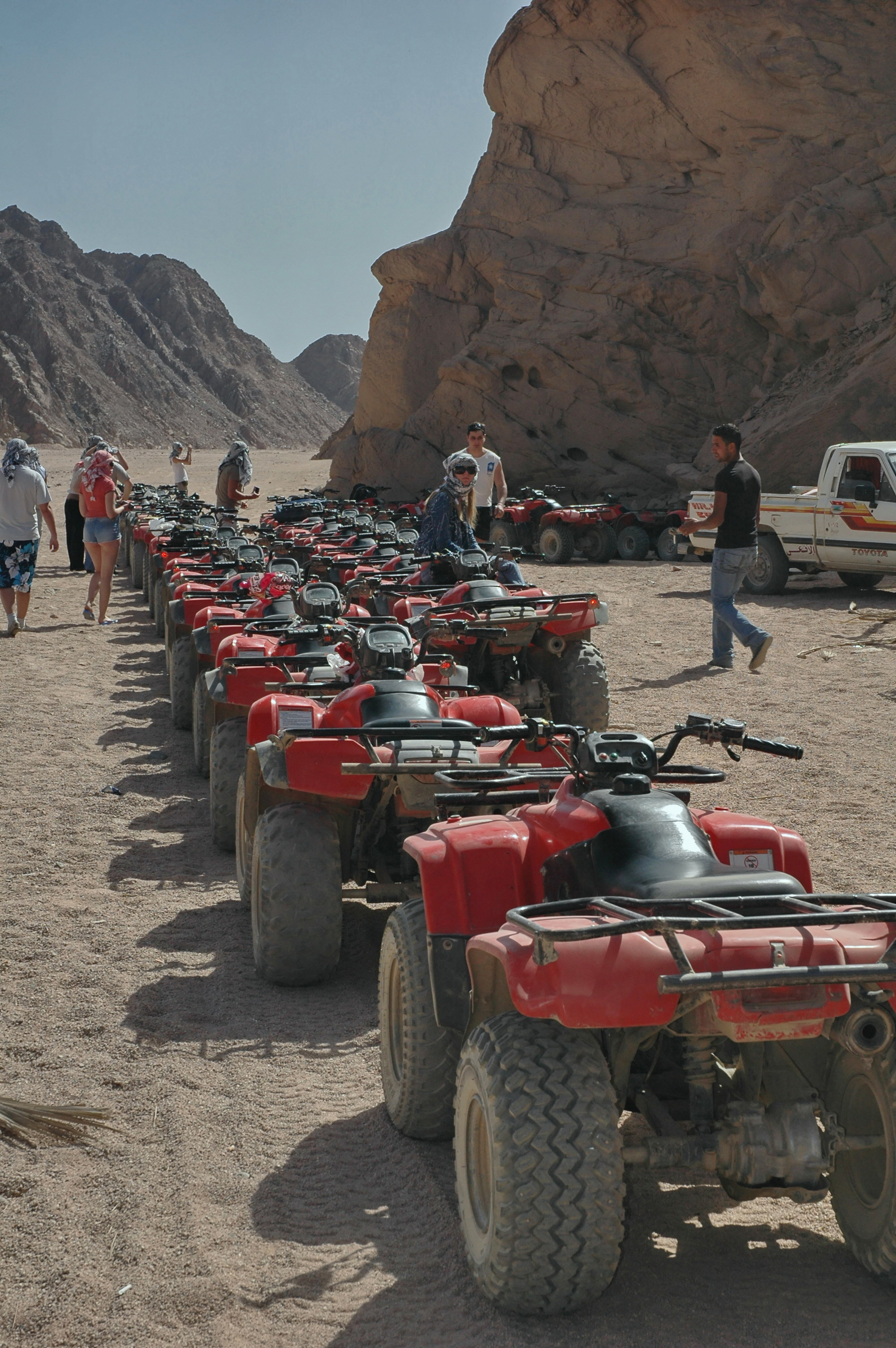
Un groupe de quads en randonnée

Le quad, ou quadricycle, est un cycle à moteur non couvert, tout-terrain, monoplace ou biplace à trois ou quatre roues. En Amérique du Nord, on utilise le sigle ATV, abréviation de all-terrain vehicle pour désigner les quads. Au Québec, ce sigle est devenu VTT, abréviation de « véhicule tout-terrain » ; sa législation distingue les motoquads et les autoquads. Il est aussi connu familièrement sous le nom de « quatre-roues ».
Initialement à vocation utilitaire, le quad est de plus en plus employé comme véhicule tout-terrain de loisir, car sa facilité de conduite en fait un véhicule accessible à tous pour la balade sur les chemins. Des compétitions en quad existent dans plusieurs classes dont le supermotard, le cross et l'enduro.
- les quads pour enfants, allant de 49 à 110 cm3.
- les quads de loisirs, allant de 150 à 300 cm3, qui remportent un succès considérable auprès des familles.
- les quads sportifs, souvent des quads 2 × 4 à boite mécanique de plus de 250 cm3 particulièrement à l'aise dans les courses et enduros car l'absence de différentiel arrière permet des glissades contrôlées. Les quads démunis de différentiel sont peu adaptés à la route.
- les quads utilitaires, bénéficiant souvent d'une transmission 4 × 4 et d'une boîte automatique ou à variateur, franchissent aisément toutes sortes de terrains.

De nos jours, tous ces types de quads sont disponibles en version homologuée pour la route. Dans les pays très enneigés, des chenilles ont été développées pour remplacer les roues d'un quad pour l'hiver.

## Constructeurs
Voici quelques constructeurs de quads :
- Access Motor
- Adly (en)
- Aeon (en)
- Aie
- Apex
- Arctic Cat
- As Motor
- AXR
- Barossa
- Bashan
- Blaney
- BRP Can Am
- Cannondale
- Cara
- Carvos
- Cectek
- Chironex
- Cpi
- Daelim
- Daren
- Derbi
- Dinli
- E-ton
- Explorer
- Factory
- Fym
- Ggamax
- Gas Gas
- CFMOTO
- Goes
- Honda
- HSUN
- Hhyosung
- Hytrack / Linhai
- JIANSHEE
- Kawasaki
- Kymco
- KTM
- KVN
- LEM
- Ligier
- Loncin
- Masai
- Mash
- Massey Ferguson
- Mminico
- Nordisk
- Polaris
- Rival motor
- Roxon
- Shineray
- Smc
- SYM
- Suzuki
- TGB
- Triton
- Troxus
- Unilli
- Velomotor STELS
- Yamaha

## Réglementations européennes

### Types européens de véhicules
En Europe, la réglementation européenne a été successivement définies par la directive 2002/24/CE qui a été en vigueur jusqu'au 31 décembre 2015 et par le Règlement (UE) n ° 168/2013 du 15 janvier 2013.
Le règlement européen prévoit une classification des quadricycles, pour les deux catégories principales : Quadricycle léger (L6e) et Quadricycle lourd (L7e) :
- L6e : Quadricycle léger composé de quatre roues et mode de propulsion, d'une vitesse maximale inférieure à 45 km/h, d'une masse en ordre de marche inférieure à 425 kg, et d'au plus deux places assises.
  - L6e-B : Quadricycle léger, composé d'un habitacle fermé accessible par au maximum trois côtés d'une puissance inférieure à 6 kW, sous classé en deux sous-sous catégories : la L6e-BP pour le transport de personnes, et la L6e-BU pour le transport de marchandises.
  - L6e-A : Quad routier léger, d'une puissance inférieure à 4 kW, et n'étant pas un Quadricycle léger (L6eb).

- L7e : Quadricycle lourd composé quatre roues et mode de propulsion d'une masse en ordre de marche inférieure à 450 kg pour le transport de passagers, et à 600 kg pour le transport de marchandises.
  - L7e-A : Quad routier lourd, conçu exclusivement pour le transport de passagers, et d'une puissance inférieure à 15 kW
  - L7e-B : Quad tout-terrain lourd, ayant une garde au sol supérieure à 180 millimètres
  - L7e-C Quadrimobile lourd, puissance nominale ou nette continue maximale inférieure à 15 kW, et vitesse maximale de construction inférieure à 90 km/h, et habitacle fermé accessible par au maximum trois côtés[3].

La masse en ordre de marche est la masse à vide, y compris liquides, équipements, carburant, carrosserie, et vitrages, mais non compris, occupants, chargement, batteries hybrides, réservoirs de carburants gazeux, ou d'air comprimé.
En pratique, on considère comme voiturette un quad doté d'un habitacle fermé accessible par au maximum trois côtés, correspondant donc aux catégories L6e-B (Quadricycle léger) et L7e-C (Quadrimobile lourd).

### Permis de conduire européen
La directive 2006/126/CE du Parlement européen et du Conseil du 20 décembre 2006 relative au permis de conduire définit des catégories, définitions et âges minimums de permis de conduire pour les quadricycles.
Le permis cyclomoteur (AM) peut être utilisé pour la conduite des quadricycles légers tels que définis dans l'ancienne directive 2002/24/CE. Il n'est reconnu au niveau européen que pour les majeurs de 16 ans.
Le permis de catégorie B1 est spécifique aux quadricycles, définis dans la directive 2002/24/CE. Il n'est reconnu au niveau européen que pour les majeurs de 16 ans. Dans les États où le permis B1 n'existe pas, un permis B est nécessaire.

### Espagne
En Espagne, les quads de moins de 50 cm3 peuvent être conduits avec un permis de conduire pour cyclomoteur à partir de 14 ans. Les quads lourds peuvent être conduit avec un permis B, permis automobile. En Espagne, le port du casque est obligatoire.
A Majorque l'usage de quads lourds (400–750 cm3) augmente.

### Suisse
En Suisse, les quads sont immatriculés comme véhicules à petit moteur, lorsque leur masse totale (en ordre de marche) ne dépasse pas 400 kilogrammes et que leur puissance ne dépasse pas 15 kW . Le permis nécessaire est au minimum un permis de conduire B1. D'autres permis permettent d'utiliser un quad: permis B (automobile), permis A (motos de plus de 11 kW de puissance) ou A1 (motos jusqu'à et avec 125 cm3 et 11 kW de puissance).
Depuis le 1er février 2006, le port du casque est obligatoire.

### Autriche
En Autriche, les quads motorisés de moins de 50 cm3 peuvent être conduits avec un permis de cyclomoteur dès 15 ans, avec une plaque d'immatriculation rouge et avec une carte d'enregistrement du cyclomoteur.
Les quads lourds nécessitent soit un permis A (moto) jusqu'à une masse de 400 kilogrammes soit un permis de conduire (permis B).
Ils peuvent donc être enregistrés avec des plaques d'immatriculation interchangeables avec voiture, camion et tracteur.
S'il s'agit d'un permis de conduire de classe « F » qui a été approuvé et qu'il doit être conduit à partir de 16 ans, il ne doit pas être plus rapide que 50 km/h.

### Allemagne
En Allemagne, les quads jusqu'à 50 cm3 ne sont pas soumis à autorisation et ne portent qu'une étiquette d'assurance.
Pout l'assurance des quads soumis à immatriculation, quatre catégories d'assurances existent :
- Quad avec immatriculation de voiture
- Quad immatriculé VKP (véhicule à quatre roues pour le transport de passagers)
- Quad avec l'approbation de LOF - avec la plaque d'immatriculation noire
- Quad avec l'approbation LOF - avec plaque d'immatriculation verte pour utilisation agricole.

Bien que la majorité des assureurs n'assurent que les quads des types d'immatriculation 1/2/3 via wkZ 031 (quad), il y a aussi des assureurs qui assurent ces véhicules en vertu de la WKZ 003 (moto).
Cela peut entraîner des différences importantes dans les coûts d'assurance. Certains quads sont assurés en tant que voitures avec le WKZ 112 ce qui augmente le coût de l'assurance.
Le quad assuré selon le WKZ 031 permet avec certains assurances, d'associer l'assurance du quad à l'assurance de la voiture principale, en tant que second véhicule.

### Royaume-Uni
La loi britannique considère comme un «Quad» un véhicule à quatre roues dont la masse est inférieure à 550 kilogrammes, soit 1 210 livres britanniques.
La conduite d'un quad sur une voie ouverte à la circulation publique nécessite, au Royaume-Uni, un permis B1 — avant 1997 — ou un permis B — après 1997 —, le paiement d'une taxe, une assurance et aussi un enregistrement administratif.
Au Royaume-Uni, les véhicules de catégorie L6e sont considérés comme Light Quadricycle (dans la catégorie des Moped); ils ont les caractéristiques suivantes : moteur inférieur à 50 cm3, vitesse maximale de 45 km/h, puissance maximale inférieure à 4 kW, masse maximale de 350 kilogrammes.
Au Royaume-Uni, les véhicules de catégorie L7e sont considérés comme Heavy Quadricycle (dans la catégorie des Motor Tricycles (sic)); ils ont des caractéristiques supérieures: puissance inférieure à 15 kW, poids inférieur à 400 kilogrammes, sauf pour les Heavy Quadricycle destinés au transport de marchandises.
Au Royaume-Uni, la masse à vide maximum d'un Light Quadricycle est de 350 kilogrammes.
Au Royaume-Uni, la masse à vide maximum d'un Heavy Quadricycle est de 400 kilogrammes.
Au Royaume-Uni, la masse à vide maximum d'un Heavy Quadricycle, Goods est de 550 kilogrammes.
Au Royaume-Uni, les questions de sécurité des quads sont illustrées par le cas du G-Wiz (REVAi). Le véhicule électrique du quartier a subi un test de spécification Euro NCAP, et les résultats de ce test ont montré que les occupants du véhicule subiraient des blessures « graves ou mortelles » dans un accident survenant à une vitesse de 64 km/h. Le ministère britannique des Transports a conclu qu'il y avait de graves problèmes de sécurité lorsque le REVA s'est écrasé à 56 km/h.
Dans trois nations, Angleterre, Écosse, pays de Galles, le port du casque est recommandé mais pas obligatoire.
Dans une nation, l'Irlande du Nord, le non-port du casque est pénalisé d'une amende de 500 livres sterling, soit environ 550 euros.

### France
Le nouveau règlement européen qui définit les catégories de véhicules L6e et L7e ne nécessite pas d'être transposé en loi française pour être en vigueur.
Les quads autorisés à circuler sur la voie publique peuvent avoir deux types d'homologations :
- Quadricycle léger à moteur (catégorie L6e, assimilé à une voiture sans permis) :
  - cylindrée inférieure à 50 cm3 pour les moteurs à combustion interne ou de puissance de moins de 4 kW pour les autres types de moteurs
  - vitesse limitée par construction à 45 km/h
  - poids à vide de moins de 350 kg et charge utile moins de 200 kg
  - conduisible dès 14 ans avec un BSR, aucun permis n'est exigé pour les conducteurs nés avant le 1er janvier 1988.

- Quadricycle lourd à moteur (catégorie L7e) :
  - Cylindrée supérieure à 50 cm3 ou vitesse maximum de plus de 45 km/h
  - Puissance maximale 15 kW (environ 20 ch)
  - Poids à vide de moins de 550 kg et charge utile moins de 200 kg
  - Conduisible avec le permis B, B1 ou A, A1, A2. Contrairement à la conduite de moto 125 cm3 et de tricycle type L5e (comme les piaggio mp3 LT), il n'est pas nécessaire d'attendre deux ans ni de suivre une formation pour le conduire avec un permis B ou B1.

#### Utilisation en France
La circulation sur le domaine public français requiert selon le code de la route français une assurance, une plaque d'immatriculation, une carte grise, et un permis ad hoc.
Le port du casque homologué est obligatoire dans tous les cas.
Quelle que soit l'homologation, la circulation des quads est interdite sur les autoroutes et sur les voies rapides, en France et dans de nombreux pays européens.
Il convient de distinguer les quads homologués pour la route et les quads dits « off-road ». Les premiers sont immatriculés et doivent être assurés comme tout véhicule roulant sur la voie publique. Les seconds sont strictement interdits sur le domaine public (réservés seulement à un usage dans des lieux privés) et doivent aussi être assurés comme tout véhicule thermique autoporté en France.
D'après Euro NCAP, les véhicules de la catégorie L7, dits quadricycles, n'ont pas besoin de réussir aux crash tests pour être commercialisés.

## En France

### Apparition

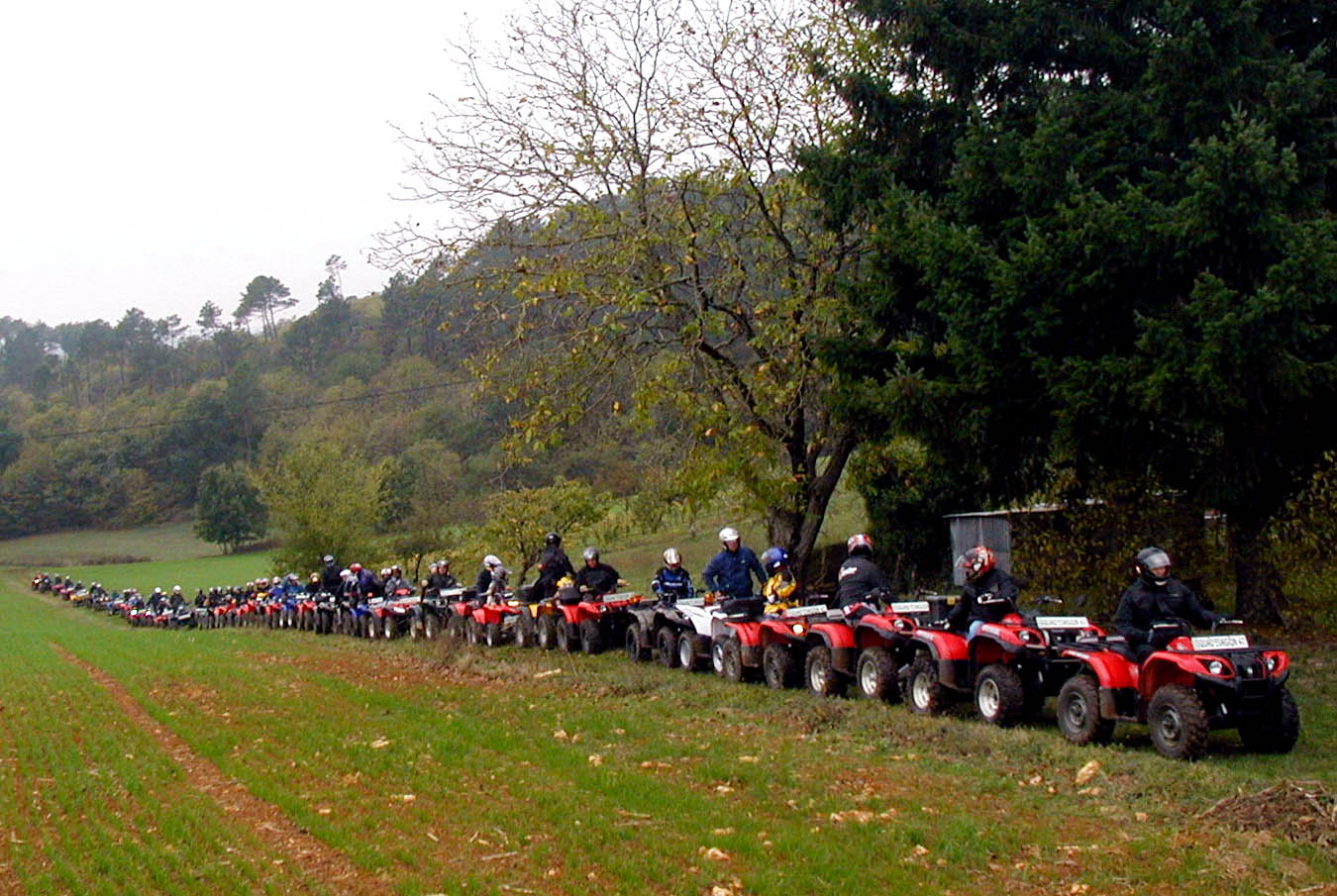
Une randonnée en quad.

Le quad est apparu en France durant les années 1990. Depuis lors, il n'a cessé de connaître un essor grandissant. En 2008, on estime son parc à environ 400 000 unités (dont pratiquement la moitié en catégorie homologuée). La courbe des ventes, toutes marques confondues, continue de progresser[réf. nécessaire].

### Pratiques sportives en France
Quatre structures fédèrent les pratiquants et prestataires de services dans le domaine du quad :
- la Fédération française de motocyclisme (FFM) pour les compétitions nationales et internationales ;
- l'Union française des œuvres laïques d'éducation physique (UFOLEP) pour les compétitions régionales principalement ;
- Codever, commission quad, pour la randonnée de loisirs et la défense des loisirs motorisés ;
- le Syndicat national des professionnels de quad et motoneige pour les importateurs, loueurs, concessionnaires.

Un diplôme de moniteur a vu le jour sous la tutelle du Ministère de la Jeunesse et des Sports, de la Fédération française de motocyclisme et de la Fédération française du sport automobile.

### Circulaire Olin
La circulaire no DGA/SDAJ/BDEDP no 1 du 25 septembre 2005 déclare : « En vue d'assurer la protection des espaces naturels, l’article L. 362-1 du code de l’environnement interdit la circulation des véhicules à moteur (automobiles, motos, quads, engins spéciaux à moteur, etc.) en dehors des voies classées dans le domaine public routier de l'État, des départements et des communes, des chemins ruraux et des voies privées ouvertes à la circulation publique des véhicules à moteur. »
Des interprétations variables de la législation, source de conflits importants, persistent sur le terrain, notamment en ce qui concerne la notion de « voies ouvertes à la circulation publique ». Si, pour certains, l’absence de signalisation ou de dispositif de fermeture d’une voie permet de la présumer ouverte à la circulation, les tribunaux considèrent qu’une voie doit être manifestement praticable par un véhicule de tourisme non spécialement adapté au « tout-terrain » pour que la présomption d’ouverture à la circulation existe.

## Compétitions

### Mondial d'endurance de Quad - 12 Heures de Pont-de-Vaux
| Année | Vainqueurs                                                                      |
| ----- | ------------------------------------------------------------------------------- |
| 1987  | Joël Bontoux - Jean-Pierre Tognetti - Christian Caillon (Sonauto/Yamaha)        |
| 1988  | Joël Bontoux - Christian Caillon - Esaie Guyon [Sonauto/Yamaha]                 |
| 1989  | Joël Bontoux - Christian Caillon - Thierry Viardot [Sonauto/Yamaha]             |
| 1990  | Pierre-Yves Gaudillat - Marc Gobert - Gilles Abgrall                            |
| 1991  | Joël Bontoux - Thierry Viardot - Pascal Rochereau [Yamaha Motor France]         |
| 1992  | Paul Winrow - Kevin Philips - Phil Bourne [Philips Racing]                      |
| 1993  | Mark Ehrhardt - Doug Eichner [PCR/Yamaha//Duncan racing]                        |
| 1994  | Christophe Kuhnl - Marc Gobert - Georges De Castro [kuhnl Racing/Honda]         |
| 1995  | Mark Ehrhardt - Doug Eichner [PCR/Yamaha/Duncan racing]                         |
| 1996  | Mark Ehrhardt - Doug Eichner [PCR/Yamaha/Duncan racing]                         |
| 1997  | Marc Gobert - Benoît Bigault [Duncan Racing/Honda]                              |
| 1998  | Tim Farr - Shane Hitt - Harold Goodman [Curtiss Sparks Racing/Honda]            |
| 1999  | Gregory Lassaigne - Richard Cole - Jean-Michel Abfalter [PSR/Yamaha]            |
| 2000  | Paul Winrow - Doug Eichner [ATV World / Duncan Racing / Yamaha]                 |
| 2001  | Paul Winrow - Doug Eichner [ATV World / Duncan Racing / Yamaha]                 |
| 2002  | Grégory Lassaigne - Cyril Lamet [PSR / Yamaha]                                  |
| 2003  | Grégory Lassaigne - Joël Bontoux [Yamaha motors France / Audemar]               |
| 2004  | Doug Eichner - John Mitchell [ATV world/Duncan racing]                          |
| 2005  | Doug Eichner - John Mitchell [ATV world/Duncan racing]                          |
| 2006  | Alexandre Piron - Stéphane Piron - Guy Meertens [Team Piron]                    |
| 2007  | Alexandre Piron - Stéphane Piron - Guy Meertens [Team Piron]                    |
| 2008  | Romain Couprie - Clément Jay [Yamaha motors France / Drag'on / Moto & co]       |
| 2009  | Yoann Gillouin - Mathieu Bonnard - Jean Michel Abfalter [Race Comas Motos]      |
| 2010  | Romain Couprie - Paul Holmes - Joe Maessen [Team Audemar Yamaha Motor France]   |
| 2011  | Romain Couprie - Paul Holmes - Joe Maessen [Team Audemar Yamaha Motor France]   |
| 2012  | Yoan Ciclet - Yann Magnin - Florian Ramel [Comas Moto Race]                     |
| 2013  | Yoan Ciclet - Yann Magnin - Florian Ramel [Comas Moto Race]                     |
| 2014  | Romain Couprie - Jérémie Warnia [Team Audemar Yamaha Motor France]              |
| 2015  | Romain Couprie - Yoann Gilouin - Clément Jay [Team Audemar Yamaha Motor France] |
| 2016  | Randy Naveaux - Antoine Cheurlin - Romain Couprie [Team Drag'on]                |
| 2017  | Randy Naveaux - Antoine Cheurlin - Julien Marin [Team Drag'on]                  |
| 2018  | Jérémie Warnia - Paul Holmes - Sylvain Petit [Team By Rapport-PSR]              |
| 2019  | Randy Naveaux - Antoine Cheurlin - Andréa Cesari [Team Drag'on]                 |
| 2020  | Annulé Covid                                                                    |
| 2021  | Randy Naveaux - Antoine Cheurlin - Sylvain Petit [Team Drag'on]                 |
| 2022  | Randy Naveaux - Antoine Cheurlin - Sylvain Petit [Team Drag'on]                 |
| 2023  | Christopher Tveraen - Harry Walker - Manfred Zienecker [Team By Rapport-PSR]    |
| 2024  | Randy Naveaux - Antoine Cheurlin - Sylvain Petit [Team Drag'on]                 |

#### Statistiques - 12H de Pont-de-Vaux
- Doug Eichner : 7 titres
- Romain Couprie : 6 titres
- Antoine Cheurlin : 6 titres
- Randy Naveaux : 6 titres
- Joël Bontoux : 5 titres
- Sylvain Petit : 4 titres
- Marc Gobert : 3 titres
- Paul Winrow : 3 titres
- Grégory Lassaigne : 3 titres
- Mark Ehrhardt : 3 titres
- Paul Holmes : 3 titres
- Jérémie Warnia : 2 titres
- Jean-Michel Abfalter : 2 titres
- Yoann Gillouin : 2 titres
- Yoan Ciclet : 2 titres
- Yann Magnin : 2 titres
- Clément Jay : 2 titres
- Florian Ramel : 2 titres
- Thierry Viardot : 2 titres
- Christian Caillon : 2 titres
- Alexandre Piron : 2 titres
- Stéphane Piron : 2 titres
- Guy Meertens : 2 titres
- John Mitchell : 2 titres

### Championnat d'Europe Quad Cross
| Année | Pilotes         | Constructeur |      | Année             | Pilotes         | Constructeur |
| 2007  | John Mitchell   | Yamaha       | 2008 | Romain Couprie    | Yamaha          |              |
| 2009  | Paul Holmes     | KTM          | 2010 | Romain Couprie    | Yamaha          |              |
| 2011  | Romain Couprie  | Yamaha       | 2012 | Jérémie Warnia    | Can-Am          |              |
| 2013  | Jérémie Warnia  | Can-Am       | 2014 | Mike Van Grinsven |                 |              |
| 2015  | Edgars Mengelis | Yamaha       | 2016 | Edgars Mengelis   | Yamaha          |              |
| 2017  | Kevin Saar      | Honda        | 2018 | Kevin Saar        | Honda           |              |
| 2019  | Kevin Saar      | Honda        |      | 2021              | Kevin Saar      | Yamaha       |
| 2022  | Kevin Saar      | Yamaha       |      | 2023              | Patrick Turrini | Yamaha       |
| 2024  | Harry walker    | Yamaha       |      | 2025              |                 |              |

#### Statistiques - Championnat d'Europe
- Kevin Saar : 5 titres
- Romain Couprie : 3 titres
- Jérémie Warnia : 2 titres
- Edgars Mengelis : 2 titres
- Mike Van Grinsven : 1 titre
- Paul Holmes : 1 titre
- John Mitchell : 1 titre
- Patrick Turrini : 1 titre
- Harry Walker : 1 titre

### Championnat de France Quad Cross Élite
| Année | Pilotes           | Constructeur |      | Année             | Pilotes        | Constructeur |
| 1989  | Pascal Rochereau  | Yamaha       | 1990 | Joël Bontoux      | Yamaha         |              |
| 1991  | Joël Bontoux      | Yamaha       | 1992 | Pascal Rochereau  | Yamaha         |              |
| 1993  | Pascal Rochereau  | Yamaha       | 1994 | Pascal Rochereau  | Yamaha         |              |
| 1995  | Franck Allart     | Honda        | 1996 | Grégory Lassaigne | Yamaha         |              |
| 1997  | Franck Allart     | Honda        | 1998 | Grégory Lassaigne | Yamaha         |              |
| 1999  | Grégory Lassaigne | Yamaha       | 2000 | Pascal Rochereau  | Yamaha         |              |
| 2001  | Pascal Rochereau  | Yamaha       | 2002 | Pascal Rochereau  | Yamaha         |              |
| 2003  | Cyril Lamet       | Honda        | 2004 | Grégory Lassaigne | Yamaha         |              |
| 2005  | Romain Couprie    | Yamaha       | 2006 | Romain Couprie    | Yamaha         |              |
| 2007  | Romain Couprie    | Yamaha       | 2008 | Romain Couprie    | Yamaha         |              |
| 2009  | Romain Couprie    | Yamaha       | 2010 | Romain Couprie    | Yamaha         |              |
| 2011  | Romain Couprie    | Yamaha       | 2012 | Jérémie Warnia    | Can-Am         |              |
| 2013  | Jérémie Warnia    | Can-Am       | 2014 | Jérémie Warnia    | Yamaha         |              |
| 2015  | Jérémie Warnia    | Yamaha       | 2016 | Jérémie Warnia    | Yamaha         |              |
| 2017  | Randy Naveaux     | Yamaha       | 2018 | Randy Naveaux     | Yamaha         |              |
| 2019  | Randy Naveaux     | Yamaha       |      | 2020              | Randy Naveaux  | Yamaha       |
| 2021  | Sylvain Petit     | Kawasaki     |      | 2022              | Sylvain Petit  | Kawasaki     |
| 2023  | Sylvain Petit     | Kawasaki     |      | 2024              | Laurent Boissy | Handy Racing |
| 2025  |                   |              |      |                   |                |              |

#### Statistiques - Championnat de France Quad Cross Elite
- Romain Couprie : 7 titres
- Pascal Rochereau : 7 titres
- Jérémie Warnia : 5 titres
- Joël Bontoux : 4 titres
- Randy Naveaux : 4 titres
- Grégory Lassaigne : 4 titres
- Sylvain Petit : 3 titres
- Franck Allart : 2 titres
- Cyril Lamet : 1 titre
- Laurent Boissy : 1 titre

### Championnat de France des sables
- 2010 :  Romain Couprie -  Yamaha
- 2011 :  Jan Vlaeymans – W-TEC
- 2012 :  Matthieu Ternynck – Yamaha
- 2013 :  Matthieu Ternynck – Yamaha
- 2014 :  Keveen Rochereau – Honda
- 2015 :  Jérémie Warnia – Yamaha
- 2016 :  Jérémie Warnia – Yamaha
- 2017 :  Jérémy Forestier – Yamaha
- 2018 :  Jérémy Forestier – Yamaha
- 2019 :  Antoine Cheurlin - Yamaha
- 2020 :   Romain Couprie -  Yamaha
- 2021 : Championnat annulé dû au Covid
- 2022 :  Davino Bruneel – Yamaha
- 2023 :  Randy Naveaux – Yamaha
- 2024 :  Randy Naveaux – Yamaha
- 2025 :  Keveen Rocheareau - Honda

#### Statistiques - Championnat de France des Sables
- Jérémie Warnia : 2 titres
- Romain Couprie : 2 titres
- Keveen Rochereau : 2 titres
- Randy Naveaux : 2 titres
- Jeremy Forestier : 2 titres
- Matthieu Ternynck : 2 titres
- Antoine Cheurlin : 1 titre
- Jan Vlaeymans : 1 titre
- Davino Bruneel : 1 titre

## Impact environnemental et interdictions
Des associations telles que la Fédération française de la randonnée pédestre, le Club alpin français, Mountain Wilderness, ou encore la Ligue pour la protection des oiseaux demandent l'interdiction des quads et, plus généralement, des engins motorisés de loisir (motos, 4×4…) dans les espaces naturels[réf. nécessaire]. Elles acceptent cependant leur utilisation professionnelle pour la gestion des milieux.
Cependant, les chemins ruraux ne sont pas des espaces naturels ; ils ont le statut de voies de communication, les chemins sont destinés à la circulation des citoyens quels que soient leurs moyens de locomotion, d'où une controverse d'interprétation des textes.
D'autres associations militent pour l'interdiction des quads sur toutes voies publiques.
Ainsi, de plus en plus de maires prennent des arrêtés municipaux d'interdiction de circulation aux engins motorisés. Ces arrêtés doivent être motivés et non contestables.
En Belgique francophone (Wallonie), les quads sont interdits sur les chemins et sentiers forestiers (comme tous les véhicules motorisés de loisir).

## Rassemblements
Les quadeurs se retrouvent chaque année autour de quatre principaux évènements :
- le Quaduropale du Touquet : en février, la course de quad est ouverte à 500 équipages qui s'élancent pour trois heures non-stop[12] ;
- la Transvalquad était un rassemblement majeur et précurseur sous l'égide de Thierry Jacob. Cet événement n'existe plus depuis 2010[13] ;
- le salon de la Moto, Scooter, Quad de Paris ;
- les 12 Heures de Pont De Vaux : divisée en trois manches, la centaine d'équipages lutte durant 12 heures au total pour espérer gagner et obtenir le sacre du Mondial Du Quad[14].

## Utilisation militaire
- Russie La Russie met en œuvre le AM-1 (quad), surtout pour la défense côtière.
- Portugal Le Portugal met en œuvre le Polaris MV850 américain avec une capacité d'emport de 850 kg.

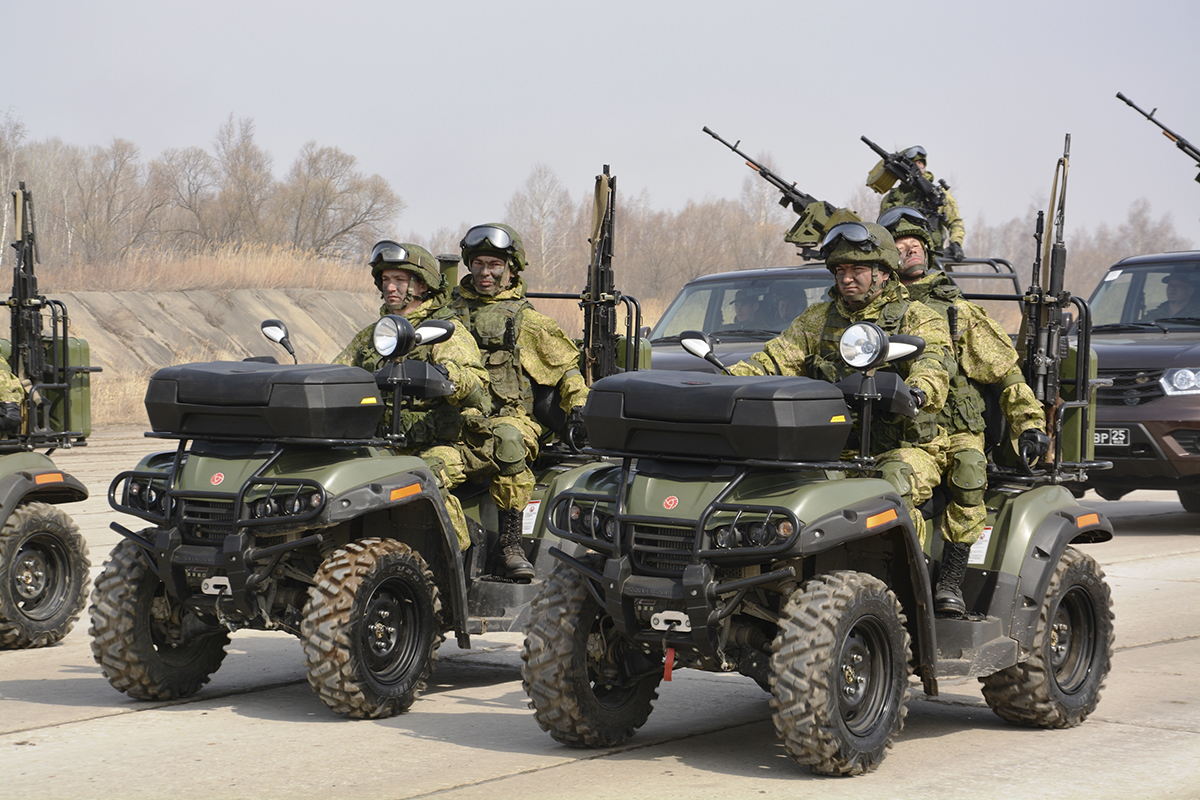
AM-1 (quad) russe
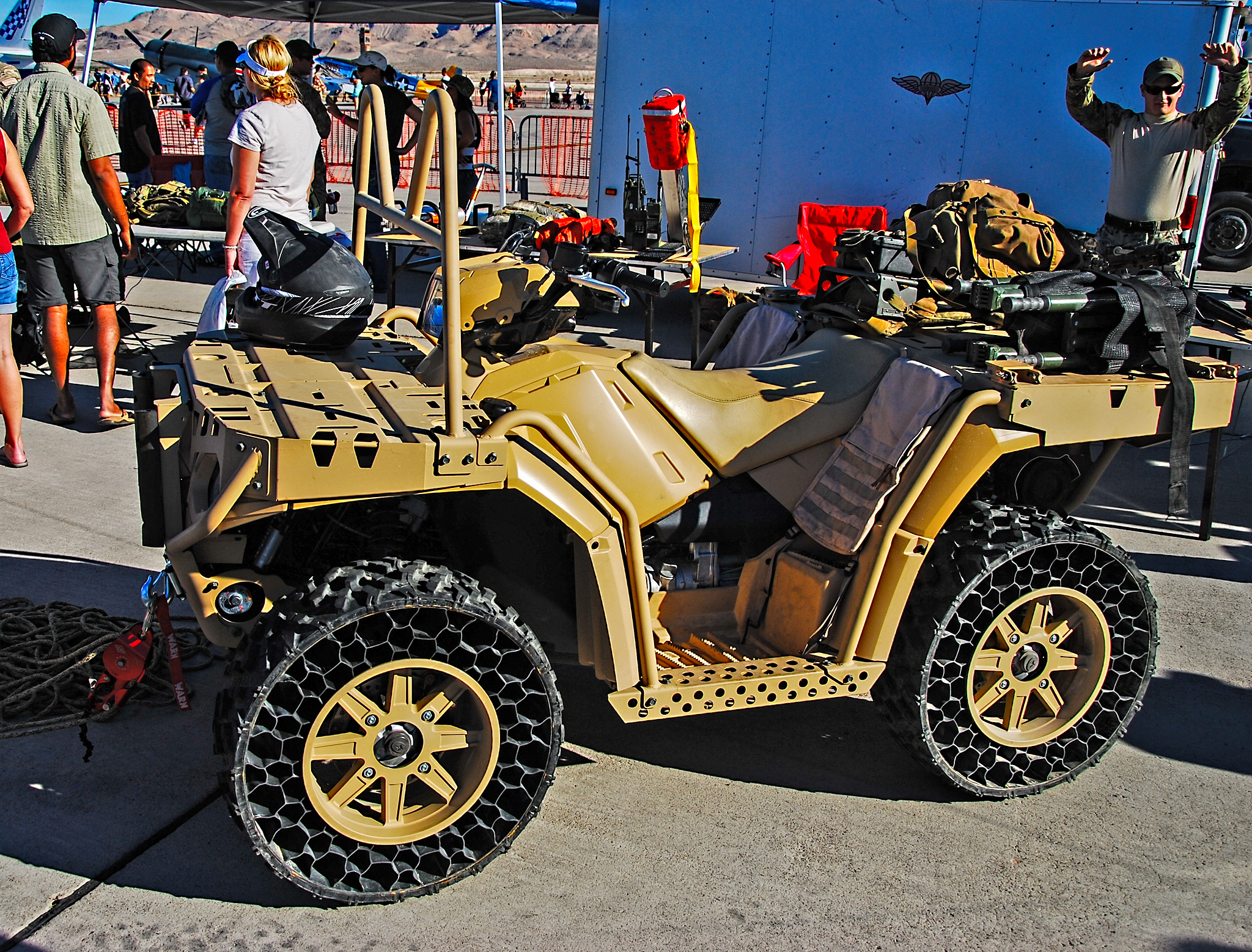
Polaris MV850